# FC Bavaria Wörth
Der FC Bavaria Wörth 1913 e. V. ist ein deutscher Fußballverein mit Sitz in der rheinland-pfälzischen Stadt Wörth am Rhein im Landkreis Germersheim.

## Geschichte

### Gründung bis Zweiter Weltkrieg
Der Verein wurde am 13. April 1913 gegründet. Der kurz danach ausgebrochene Erste Weltkrieg machte jedoch erst einmal jede größere Vereinsaktivität quasi zunichte. Nach dem Ende des Krieges trat man dann im Jahr 1919 dem Süddeutschen Fußballverband bei. Hier folgte dann schließlich im Jahr 1921 die Meisterschaft der ersten Mannschaft in der C-Klasse. Ein Jahr später gelang auch die Meisterschaft in der B-Klasse, wie auch ein weiteres Jahr später die Meisterschaft in der A-Klasse. Im Jahr 1930 konnte dann ein weiteres Mal die Meisterschaft in der A-Klasse eingefahren werden, nach einer weiteren Meisterschaft im Jahr 1932 schaffte man es dann im Jahr 1933 in die Kreisliga. Ab dem Ausbruch des Zweiten Weltkriegs kam der Spielbetrieb jedoch größtenteils erst einmal zum Erliegen.

### Nachkriegszeit bis 1990er Jahre
Nach dem Ende des Krieges wurde der Verein erst einmal mit dem Handball- als auch dem Turnverein zusammengeschlossen. Diese Verbindung wurde dann im Jahr 1950 jedoch bereits wieder aufgelöst. Im Jahr 1953 als auch im Jahr 1956 gelingt dann ein weiteres Mal die Meisterschaft in der A-Klasse, im Jahr 1960 folgte dann schließlich auch der Aufstieg in die 2. Amateurliga. Bereits im Jahr 1962 sollte dann auch der Aufstieg in die zu dieser Zeit drittklassige 1. Amateurliga Südwest gelingen. In der ersten Saison platzierte man sich mit 25:35 Punkten auf dem 13. Platz. Zwar konnte man sich in der Spielzeit 1964/65 dann mit 36:32 Punkten auf dem sechsten sowie 1965/66 mit 43:25 Punkten sogar auf dem dritten Platz positionieren, so konnte man sich am Ende der Saison 1966/67 nicht mehr retten und stieg mit 19:49 Punkten über den 17. Platz wieder ab. Im Jahr 1975 sollte dann auch der Abstieg in die A-Klasse folgen. Am Ende der Saison ging es dann auch noch weiter hinunter in die B-Klasse. Hieraus gelang dann aber bereits 1993 auch die Meisterschaft wieder der Aufstieg und im Jahr 1995 sollte auch die Meisterschaft in der A-Klasse gelingen. Ein weiteres Jahr später wurde Mannschaft dann auch Meister in der Bezirksliga Vorderpfalz. Bis zur Saison 1999/2000 konnte man sich dann in der Landesliga halten.

### Heutige Zeit
Im Jahr 2002 erreichte man dann noch einmal die Meisterschaft in der Bezirksklasse und kehrte damit in die Bezirksliga zurück. Nach der Saison 2003/04 stieg man aus dieser mit 19 Punkten über den 15. Platz jedoch wieder ab. Mit lediglich 16 Punkten ging es dann nach der Saison 2005/06 dann auch noch einmal weiter runter in die Kreisliga Südpfalz, wo die Mannschaft in der Folgesaison mit 71 Punkten jedoch souverän Meister wurde und damit den direkten Wiederaufstieg klarmachen konnte. Zurück in der Bezirksklasse konnte jedoch dann nie ein einstelliger Tabellenplatz erreicht werden, am Ende der Spielzeit 2009/10 stand dann mit 25 Punkten über den 16. und damit letzten Platz auch wieder der Abstieg an. Direkt am Ende der nächsten Saison landete der FC mit 64 Punkten auf dem zweiten Platz und konnte sich am Ende nach Hin- und Rückspiel als auch nötig gewordenen Entscheidungsspiel gegen den SV Klingenmünster durchsetzen und ein weiteres Mal in die Bezirksklasse zurückkehren. Zur Saison 2013/14 wurde aus dieser Liga dann die A-Klasse, aus welcher der Verein am Ende der Spielzeit 2014/15 dann ein weiteres Mal (diesmal in die B-Klasse) absteigen musste. Erst nach der Saison 2016/17 gelingt dann mit 60 Punkten wieder die Meisterschaft und damit die Rückkehr in die A-Klasse, somit spielt die Mannschaft auch noch bis heute in dieser Liga.

## Persönlichkeiten
- Ludwig Damminger (1912–1981), Jugendspieler und dreimaliger deutscher Nationalspieler im Jahr 1935
- Marc Gallego (* 1985), Jugendspieler und später u. a. beim FSV Frankfurt und FC 08 Homburg
- Kevin Akpoguma (* 1995), Jugendspieler und später bei der TSG 1899 Hoffenheim
- Steffen Nkansah (* 1996), Jugendspieler und später bei u. a. Eintracht Braunschweig